# NHL Entry Draft 1993
L'NHL Entry Draft 1993 è stato il 31º draft della National Hockey League. Si è tenuto il 26 giugno 1993 presso il Colisee de Québec di Québec.
Rispetto all'edizione precedente aumentò nuovamente il numero delle squadre partecipanti, grazie all'ingresso nella lega delle nuove franchigie dei Florida Panthers e dei Mighty Ducks of Anaheim. In questo modo, rimasto invariato il numero di giri, il totale di giocatori selezionati crebbe fino ad arrivare a 286. Crebbe ulteriormente il numero dei giocatori europei scelti, passati da 90 a 93. Per la prima volta al Draft presero parte atleti provenienti dalla Repubblica Ceca e dalla Slovacchia, in seguito allo scioglimento della Cecoslovacchia avvenuto all'inizio dell'anno. Dei giocatori scelti al primo giro dieci nel corso della loro carriera furono nominati All-Star, mentre tre di loro furono scelti anche nell'All-Star Team.
Gli Ottawa Senators selezionarono il centro canadese Alexandre Daigle dai Victoriaville Tigres, gli Hartford Whalers invece come seconda scelta puntarono sul difensore canadese Chris Pronger, proveniente dai Peterborough Petes, mentre i Tampa Bay Lightning scelsero in terza posizione il centro canadese Chris Gratton dei Kingston Frontenacs. Fra i 286 giocatori selezionati 157 erano attaccanti, 93 erano difensori mentre 36 erano portieri. Dei giocatori scelti 131 giocarono in NHL.

## Expansion Draft
L'NHL Expansion Draft 1993, l'ottavo nella storia della NHL, si svolse il 24 giugno 1993 a Québec. Il draft ebbe luogo per permettere di completare il roster delle due nuove franchigie iscritte alla NHL a partire dalla stagione 1993-94, i Florida Panthers e i Mighty Ducks of Anaheim.

## Turni
|  | = NHL All-Star |  |  | = NHL All-Star e NHL All-Star Team |  |

Legenda delle posizioni

A = Attaccante   AD = Ala destra   AS = Ala sinistra   C = Centro   D = Difensore   P = Portiere

### Primo giro
| #  | Giocatore             | Nazionalità | Squadra NHL                        | Squadra di provenienza          |
| -- | --------------------- | ----------- | ---------------------------------- | ------------------------------- |
| 1  | Alexandre Daigle (AS) | Canada      | Ottawa Senators                    | Victoriaville Tigres (QMJHL)    |
| 2  | Chris Pronger (D)     | Canada      | Hartford Whalers (da San Jose)     | Peterborough Petes (OHL)        |
| 3  | Chris Gratton (C)     | Canada      | Tampa Bay Lightning                | Kingston Frontenacs (OHL)       |
| 4  | Paul Kariya (AS)      | Canada      | Mighty Ducks of Anaheim            | Maine Black Bears (Hockey East) |
| 5  | Rob Niedermayer (C)   | Canada      | Florida Panthers                   | Medicine Hat Tigers (WHL)       |
| 6  | Viktor Kozlov (AS)    | Russia      | San Jose Sharks (da Hartford)      | Dinamo Mosca (CSI)              |
| 7  | Jason Arnott (C)      | Canada      | Edmonton Oilers                    | Oshawa Generals (OHL)           |
| 8  | Niklas Sundström (AS) | Svezia      | New York Rangers                   | MODO (Elitserien)               |
| 9  | Todd Harvey (C)       | Canada      | Hartford Whalers                   | Detroit Jr. Red Wings (OHL)     |
| 10 | Jocelyn Thibault (P)  | Canada      | Quebec Nordiques (da Philadelphia) | Sherbrooke Faucons (QMJHL)      |
| 11 | Brendan Witt (D)      | Canada      | Washington Capitals (da St. Louis) | Seattle Thunderbirds (WHL)      |
| 12 | Kenny Jönsson (D)     | Svezia      | Toronto Maple Leafs (da Buffalo)   | Rögle (Elitserien)              |
| 13 | Denis Pederson (C)    | Canada      | New Jersey Devils                  | Prince Albert Raiders (WHL)     |
| 14 | Adam Deadmarsh (C)    | Stati Uniti | Quebec Nordiques (da NY Islanders) | Portland Winterhawks (WHL)      |
| 15 | Mats Lindgren (C)     | Svezia      | Winnipeg Jets                      | Skellefteå AIK (Elitserien)     |
| 16 | Nick Stajduhar (D)    | Canada      | Edmonton Oilers (da Los Angeles)   | London Knights (OHL)            |
| 17 | Jason Allison (C)     | Russia      | Washington Capitals                | London Knights (OHL)            |
| 18 | Jesper Mattsson (C)   | Svezia      | Calgary Flames                     | Malmö (Elitserien)              |
| 19 | Landon Wilson (AD)    | Stati Uniti | Toronto Maple Leafs                | Dubuque Fighting Saints (USHL)  |
| 20 | Mike Wilson (D)       | Canada      | Vancouver Canucks                  | Sudbury Wolves (OHL)            |
| 21 | Saku Koivu (C)        | Finlandia   | Montreal Canadiens                 | TPS (SM-liiga)                  |
| 22 | Anders Eriksson (D)   | Svezia      | Detroit Red Wings                  | MODO (Elitserien)               |
| 23 | Todd Bertuzzi (C)     | Canada      | New York Islanders (da Quebec)     | Guelph Storm (OHL)              |
| 24 | Éric Lecompte (AS)    | Canada      | Chicago Blackhawks                 | Hull Olympiques (QMJHL)         |
| 25 | Kevyn Adams (C)       | Stati Uniti | Boston Bruins                      | Miami RedHawks (CCHA)           |
| 26 | Stefan Bergkvist (D)  | Svezia      | Pittsburgh Penguins                | Leksand (Elitserien)            |

### Secondo giro
| #  | Giocatore               | Nazionalità | Squadra NHL                               | Squadra di provenienza               |
| -- | ----------------------- | ----------- | ----------------------------------------- | ------------------------------------ |
| 27 | Radim Bičánek (D)       | Rep. Ceca   | Ottawa Senators                           | Dukla Jihlava (Extraliga)            |
| 28 | Shean Donovan (AD)      | Canada      | San Jose Sharks                           | Ottawa 67's (OHL)                    |
| 29 | Tyler Moss (P)          | Canada      | Tampa Bay Lightning                       | Kingston Frontenacs (OHL)            |
| 30 | Nikolaj Culygin (D)     | Russia      | Mighty Ducks of Anaheim                   | Salavat Julaev (CSI)                 |
| 31 | Scott Langkow (P)       | Canada      | Winnipeg Jets (da Florida)                | Medicine Hat Tigers (WHL)            |
| 32 | Jay Pandolfo (AS)       | Stati Uniti | New Jersey Devils (da Hartford)           | Boston U. Terriers (Hockey East)     |
| 33 | David Výborný (C)       | Rep. Ceca   | Edmonton Oilers                           | Sparta Praga (Extraliga)             |
| 34 | Lee Sorochan (D)        | Canada      | New York Rangers                          | Lethbridge Hurricanes (WHL)          |
| 35 | Jamie Langenbrunner (C) | Stati Uniti | Dallas Stars                              | Cloquet High School (USHS-Minnesota) |
| 36 | Janne Niinimaa (D)      | Finlandia   | Philadelphia Flyers                       | Oulun Kärpät (SM-liiga)              |
| 37 | Maksim Bec (AS)         | Russia      | St. Louis Blues                           | Spokane Chiefs (WHL)                 |
| 38 | Denis Cygurov (D)       | Russia      | Buffalo Sabres                            | Lada Togliatti (CSI)                 |
| 39 | Brendan Morrison (C)    | Canada      | New Jersey Devils                         | Michigan Wolverines (CCHA)           |
| 40 | Bryan McCabe (D)        | Canada      | New York Islanders                        | Spokane Chiefs (WHL)                 |
| 41 | Kevin Weekes (P)        | Canada      | Florida Panthers (da Winnipeg)            | Owen Sound Attack (OHL)              |
| 42 | Shayne Toporowski (AD)  | Canada      | Los Angeles Kings                         | Prince Albert Raiders (WHL)          |
| 43 | Aleksej Budaev (C)      | Russia      | Winnipeg Jets (da Washington)             | Kristall Elektrostal (CSI)           |
| 44 | Jamie Allison (D)       | Canada      | Calgary Flames                            | Detroit Jr. Red Wings (OHL)          |
| 45 | Vlastimil Kroupa (D)    | Rep. Ceca   | San Jose Sharks (da Toronto via Hartford) | Litvínov (Extraliga)                 |
| 46 | Rick Girard (C)         | Canada      | Vancouver Canucks                         | Swift Current Broncos (WHL)          |
| 47 | Rory Fitzpatrick (D)    | Stati Uniti | Montreal Canadiens                        | Sudbury Wolves (OHL)                 |
| 48 | Jonathan Coleman (D)    | Stati Uniti | Detroit Red Wings                         | Andover Academy (USHS-Massachusetts) |
| 49 | Ashley Buckberger (AD)  | Canada      | Quebec Nordiques                          | Swift Current Broncos (WHL)          |
| 50 | Eric Manlow (C)         | Canada      | Chicago Blackhawks                        | Kitchener Rangers (OHL)              |
| 51 | Matt Alvey (AD)         | Stati Uniti | Boston Bruins                             | Springfield Olympics (NEJHL)         |
| 52 | Domenico Pittis (C)     | Canada      | Pittsburgh Penguins                       | Lethbridge Hurricanes (WHL)          |

### Terzo giro
| #  | Giocatore               | Nazionalità | Squadra NHL                                                       | Squadra di provenienza                |
| -- | ----------------------- | ----------- | ----------------------------------------------------------------- | ------------------------------------- |
| 53 | Patrick Charbonneau (P) | Canada      | Ottawa Senators                                                   | Victoriaville Tigres (QMJHL)          |
| 54 | Bohdan Savenko (AD)     | Ucraina     | Chicago Blackhawks (da San Jose)                                  | Niagara Falls Thunder (OHL)           |
| 55 | Allan Egeland (C)       | Canada      | Tampa Bay Lightning (da Tampa Bay via NY Rangers)                 | Tacoma Rockets (WHL)                  |
| 56 | Valerij Karpov (AS)     | Russia      | Mighty Ducks of Anaheim                                           | Traktor Čeljabinsk (CSI)              |
| 57 | Chris Armstrong (D)     | Canada      | Florida Panthers                                                  | Moose Jaw Warriors (WHL)              |
| 58 | Ville Peltonen (AS)     | Finlandia   | San Jose Sharks (da Hartford)                                     | HIFK (SM-liiga)                       |
| 59 | Kevin Paden (C)         | Stati Uniti | Edmonton Oilers                                                   | Detroit Jr. Red Wings (OHL)           |
| 60 | Aleksandrs Kerčs (AS)   | Lettonia    | Edmonton Oilers (da NY Rangers)                                   | Pardaugava Riga (CSI)                 |
| 61 | Maksim Galanov (D)      | Russia      | New York Rangers (da Dallas)                                      | Lada Togliatti (CSI)                  |
| 62 | Dave Roche (AS)         | Canada      | Pittsburgh Penguins (da Philadelphia via Winnipeg e Philadelphia) | Peterborough Petes (OHL)              |
| 63 | Jamie Rivers (D)        | Canada      | St. Louis Blues                                                   | Sudbury Wolves (OHL)                  |
| 64 | Ethan Philpott (AD)     | Stati Uniti | Buffalo Sabres                                                    | Andover Academy (USHS-Massachusetts)  |
| 65 | Krzysztof Oliwa (AS)    | Polonia     | New Jersey Devils                                                 | Welland Flames (GHJHL)                |
| 66 | Vladimir Čebaturkin (D) | Russia      | New York Islanders                                                | Kristall Elektrostal (CSI)            |
| 67 | Mikael Tjälldén (D)     | Svezia      | Florida Panthers (da Winnipeg)                                    | MODO (Elitserien)                     |
| 68 | Jeffrey Mitchell (C)    | Stati Uniti | Los Angeles Kings                                                 | Detroit Jr. Red Wings (OHL)           |
| 69 | Patrick Boileau (D)     | Canada      | Washington Capitals                                               | Laval Titan (QMJHL)                   |
| 70 | Dan Tompkins (AS)       | Stati Uniti | Calgary Flames                                                    | Omaha Lancers (USHL)                  |
| 71 | Václav Prospal (C)      | Rep. Ceca   | Philadelphia Flyers (da Toronto)                                  | České Budějovice (Extraliga)          |
| 72 | Marek Malík (D)         | Rep. Ceca   | Hartford Whalers (da Vancouver)                                   | Vítkovice Steel (Extraliga)           |
| 73 | Sébastien Bordeleau (C) | Canada      | Montreal Canadiens                                                | Hull Olympiques (QMJHL)               |
| 74 | Kevin Hilton (C)        | Stati Uniti | Detroit Red Wings                                                 | Michigan Wolverines (CCHA)            |
| 75 | Bill Pierce (C)         | Stati Uniti | Quebec Nordiques                                                  | Lawrence Academy (USHS-Massachusetts) |
| 76 | Ryan Huska (AS)         | Canada      | Chicago Blackhawks                                                | Kamloops Blazers (WHL)                |
| 77 | Miloš Holaň (D)         | Rep. Ceca   | Mighty Ducks of Anaheim (da Boston via Philadelphia, Winnipeg)    | Vítkovice Steel (Extraliga)           |
| 78 | Steve Washburn (C)      | Canada      | Florida Panthers (da Pittsburgh via Tampa Bay)                    | Ottawa 67's (OHL)                     |

### Quarto giro
| #   | Giocatore                  | Nazionalità | Squadra NHL                                               | Squadra di provenienza                   |
| --- | -------------------------- | ----------- | --------------------------------------------------------- | ---------------------------------------- |
| 79  | Ruslan Batyršin (D)        | Russia      | Winnipeg Jets (da Ottawa)                                 | Dinamo Mosca (CSI)                       |
| 80  | Aleksandr Osadčyj (D)      | Russia      | San Jose Sharks                                           | CSKA Mosca (CSI)                         |
| 81  | Marian Kacíř (AD)          | Rep. Ceca   | Tampa Bay Lightning                                       | Owen Sound Attack (OHL)                  |
| 82  | Joel Gagnon (P)            | Canada      | Mighty Ducks of Anaheim                                   | Oshawa Generals (OHL)                    |
| 83  | Bill McCauley (C)          | Stati Uniti | Florida Panthers                                          | Detroit Jr. Red Wings (OHL)              |
| 84  | Trevor Roenick (AD)        | Stati Uniti | Hartford Whalers                                          | Boston Jr. Bruins (NEJHL)                |
| 85  | Adam Wiesel (D)            | Stati Uniti | Montreal Canadiens (da Edmonton)                          | Springfield Olympics (NEJHL)             |
| 86  | Serhij Olympiyev (AS)      | Ucraina     | New York Rangers                                          | Dinamo Minsk (Extraliga)                 |
| 87  | Chad Lang (P)              | Canada      | Dallas Stars                                              | Peterborough Petes (OHL)                 |
| 88  | Charles Paquette (D)       | Canada      | Boston Bruins (da Philadelphia via Detroit, Philadelphia) | Sherbrooke Faucons (QMJHL)               |
| 89  | Jamal Mayers (C)           | Canada      | St. Louis Blues                                           | W. Michigan Broncos (CCHA)               |
| 90  | Éric Dazé (AS)             | Canada      | Chicago Blackhawks (da Buffalo)                           | Beauport Harfangs (QMJHL)                |
| 91  | Cosmo DuPaul (C)           | Canada      | Ottawa Senators (da New Jersey)                           | Victoriaville Tigres (QMJHL)             |
| 92  | Warren Luhning (AD)        | Canada      | New York Islanders                                        | Calgary Royals (AJHL)                    |
| 93  | Ravil' Gusmanov (AD)       | Russia      | Winnipeg Jets                                             | Traktor Čeljabinsk (CSI)                 |
| 94  | Bob Wren (AS)              | Canada      | Los Angeles Kings                                         | Detroit Jr. Red Wings (OHL)              |
| 95  | Jason Smith (D)            | Canada      | Calgary Flames (da Washington via Hartford)               | Princeton Tigers (ECAC)                  |
| 96  | Marty Murray (C)           | Canada      | Calgary Flames                                            | Brandon Wheat Kings (WHL)                |
| 97  | John Jakopin (D)           | Canada      | Detroit Red Wings (da Toronto via Washington, Winnipeg)   | St. Michael's Buzzers (MetJHL)           |
| 98  | Dieter Kochan (P)          | Canada      | Vancouver Canucks                                         | Kelowna Spartans (BCHL)                  |
| 99  | Jean-François Houle (AS)   | Canada      | Montreal Canadiens                                        | Northwood School (USHS-New York)         |
| 100 | Benoît Larose (D)          | Canada      | Detroit Red Wings                                         | Laval Titan (QMJHL)                      |
| 101 | Ryan Tocher (D)            | Canada      | Quebec Nordiques                                          | Niagara Falls Thunder (OHL)              |
| 102 | Patrik Pysz (C)            | Polonia     | Chicago Blackhawks                                        | Augsburger Panther (Bundesliga)          |
| 103 | Shawn Bates (C)            | Stati Uniti | Boston Bruins                                             | Medford High School (USHS-Massachusetts) |
| 104 | Jonas Andersson-Junkka (D) | Svezia      | Pittsburgh Penguins                                       | Kiruna (Elitserien)                      |

### Quinto giro
| #   | Giocatore             | Nazionalità | Squadra NHL                                   | Squadra di provenienza                   |
| --- | --------------------- | ----------- | --------------------------------------------- | ---------------------------------------- |
| 105 | Frédéric Beaubien (P) | Canada      | Los Angeles Kings (da Ottawa via NY Rangers)  | Saint-Hyacinthe Lasers (QMJHL)           |
| 106 | Andrij Busčan (D)     | Ucraina     | San Jose Sharks                               | Sokol Kiev (CSI)                         |
| 107 | Ryan Brown (D)        | Canada      | Tampa Bay Lightning                           | Swift Current Broncos (WHL)              |
| 108 | Michail Štalenkov (P) | Russia      | Mighty Ducks of Anaheim                       | Milwaukee Admirals (IHL)                 |
| 109 | Todd MacDonald (P)    | Canada      | Florida Panthers                              | Tacoma Rockets (WHL)                     |
| 110 | John Guirestante (AD) | Canada      | New Jersey Devils (da Hartford)               | London Knights (OHL)                     |
| 111 | Miroslav Šatan (AS)   | Slovacchia  | Edmonton Oilers                               | Dukla Trenčín (Extraliga)                |
| 112 | Gary Roach (D)        | Canada      | New York Rangers                              | S.S. Marie Greyhounds (OHL)              |
| 113 | Jeff Lank (D)         | Canada      | Montreal Canadiens (da Dallas)                | Prince Albert Raiders (WHL)              |
| 114 | Vladimir Krechin (AS) | Russia      | Philadelphia Flyers                           | Traktor Čeljabinsk (CSI)                 |
| 115 | Nolan Pratt (D)       | Canada      | Hartford Whalers (da St. Louis)               | Portland Winterhawks (WHL)               |
| 116 | Richard Safarik (AD)  | Slovacchia  | Buffalo Sabres                                | Nitra (Extraliga)                        |
| 117 | Jason Saal (P)        | Stati Uniti | Los Angeles Kings (da New Jersey)             | Detroit Jr. Red Wings (OHL)              |
| 118 | Tommy Salo (P)        | Svezia      | New York Islanders                            | Västerås (Elitserien)                    |
| 119 | Larry Courville (AS)  | Canada      | Winnipeg Jets                                 | Newmarket Royals (OHL)                   |
| 120 | Tomáš Vlasák (C)      | Rep. Ceca   | Los Angeles Kings                             | Slavia Praga (Extraliga)                 |
| 121 | Darryl Lafrance (C)   | Canada      | Calgary Flames (da Washington)                | Oshawa Generals (OHL)                    |
| 122 | John Emmons (C)       | Stati Uniti | Calgary Flames                                | Yale Bulldogs (ECAC)                     |
| 123 | Zdeněk Nedvěd (AD)    | Rep. Ceca   | Toronto Maple Leafs                           | Sudbury Wolves (OHL)                     |
| 124 | Scott Walker (AD)     | Canada      | Vancouver Canucks (da Vancouver via Hartford) | Owen Sound Attack (OHL)                  |
| 125 | Dion Darling (D)      | Canada      | Montreal Canadiens                            | Spokane Chiefs (WHL)                     |
| 126 | Norm Maracle (P)      | Canada      | Detroit Red Wings                             | Saskatoon Blades (WHL)                   |
| 127 | Anders Myrvold (D)    | Norvegia    | Quebec Nordiques                              | Färjestad (Elitserien)                   |
| 128 | Jonni Vauhkonen (AD)  | Finlandia   | Chicago Blackhawks                            | Pelicans (SM-liiga)                      |
| 129 | Andrej Sapožnikov (D) | Russia      | Boston Bruins                                 | Traktor Čeljabinsk (CSI)                 |
| 130 | Chris Kelleher (D)    | Stati Uniti | Pittsburgh Penguins                           | Saint Sebastian's School (USHS-New York) |

### Sesto giro
| #   | Giocatore               | Nazionalità | Squadra NHL                                 | Squadra di provenienza                 |
| --- | ----------------------- | ----------- | ------------------------------------------- | -------------------------------------- |
| 131 | Rick Bodkin (C)         | Canada      | Ottawa Senators                             | Sudbury Wolves (OHL)                   |
| 132 | Petri Varis (AS)        | Finlandia   | San Jose Sharks (da San Jose via Dallas)    | Porin Ässät (SM-liiga)                 |
| 133 | Kiley Hill (AS)         | Canada      | Tampa Bay Lightning                         | S.S. Marie Greyhounds (OHL)            |
| 134 | Antti Aalto (C)         | Finlandia   | Mighty Ducks of Anaheim                     | TPS (SM-liiga)                         |
| 135 | Alain Nasreddine (D)    | Canada      | Florida Panthers                            | D.ville Voltigeurs (QMJHL)             |
| 136 | Rick Mrozik (D)         | Stati Uniti | Dallas Stars (da Hartford)                  | Cloquet High School (USHS-Minnesota)   |
| 137 | Nicholas Checco (C)     | Stati Uniti | Quebec Nordiques (da Edmonton)              | Bloomington Jefferson (USHS-Minnesota) |
| 138 | Dave Trofimenkoff (P)   | Canada      | New York Rangers                            | Lethbridge Hurricanes (WHL)            |
| 139 | Per Svartvadet (C)      | Svezia      | Dallas Stars                                | MODO (Elitserien)                      |
| 140 | Mike Crowley (D)        | Stati Uniti | Philadelphia Flyers                         | Bloomington Jefferson (USHS-Minnesota) |
| 141 | Todd Kelman (D)         | Canada      | St. Louis Blues                             | Vernon Vipers (BCHL)                   |
| 142 | Kevin Pozzo (D)         | Canada      | Buffalo Sabres                              | Moose Jaw Warriors (WHL)               |
| 143 | Steve Brulé (C)         | Canada      | New Jersey Devils                           | Saint-Jean Lynx (QMJHL)                |
| 144 | Peter Leboutillier (AD) | Canada      | New York Islanders                          | Red Deer Rebels (WHL)                  |
| 145 | Michal Grošek (AS)      | Rep. Ceca   | Winnipeg Jets                               | PSG Zlín (Extraliga)                   |
| 146 | Jere Karalahti (D)      | Finlandia   | Los Angeles Kings                           | HIFK (SM-liiga)                        |
| 147 | Frank Banham (AS)       | Canada      | Washington Capitals                         | Saskatoon Blades (WHL)                 |
| 148 | Andreas Karlsson (C)    | Svezia      | Calgary Flames                              | Leksand (Elitserien)                   |
| 149 | Paul Vincent (C)        | Stati Uniti | Toronto Maple Leafs                         | Cushing Academy (USHS-Massachusetts)   |
| 150 | Troy Creurer (D)        | Canada      | Vancouver Canucks                           | Notre Dame Hounds (USHL)               |
| 151 | Darcy Tucker (C)        | Canada      | Montreal Canadiens                          | Kamloops Blazers (WHL)                 |
| 152 | Tim Spitzig (AD)        | Canada      | Detroit Red Wings (da Detroit via Hartford) | Kitchener Rangers (OHL)                |
| 153 | Christian Matte (AD)    | Canada      | Quebec Nordiques                            | Granby Bisons (QMJHL)                  |
| 154 | Fredrik Oduya (D)       | Svezia      | San Jose Sharks (da Chicago)                | Ottawa 67's (OHL)                      |
| 155 | Milt Mastad (D)         | Canada      | Boston Bruins                               | Seattle Thunderbirds (WHL)             |
| 156 | Patrick Lalime (P)      | Canada      | Pittsburgh Penguins                         | Shawinigan Cataractes (QMJHL)          |

### Settimo giro
| #   | Giocatore              | Nazionalità | Squadra NHL                      | Squadra di provenienza                    |
| --- | ---------------------- | ----------- | -------------------------------- | ----------------------------------------- |
| 157 | Sergej Polisčuk (D)    | Russia      | Ottawa Senators                  | Kryl'ja Sovetov (CSI)                     |
| 158 | Anatolij Filatov (AD)  | Kazakistan  | San Jose Sharks                  | Kazcink-Torpedo (CSI)                     |
| 159 | Mathieu Raby (D)       | Canada      | Tampa Bay Lightning              | Victoriaville Tigres (QMJHL)              |
| 160 | Matt Peterson (D)      | Stati Uniti | Mighty Ducks of Anaheim          | Osseo High School (USHS-Minnesota)        |
| 161 | Trevor Doyle (D)       | Canada      | Florida Panthers                 | Kingston Frontenacs (OHL)                 |
| 162 | Sergej Kondraškin (AS) | Russia      | New York Rangers (da Hartford)   | Severstal’ (CSI)                          |
| 163 | Aljaksandr Žurik (D)   | Bielorussia | Edmonton Oilers                  | Dinamo Minsk (CSI)                        |
| 164 | Todd Marchant (AS)     | Stati Uniti | New York Rangers                 | Clarkson Golden Knights (ECAC)            |
| 165 | Jeremy Stasiuk (AD)    | Canada      | Dallas Stars                     | Spokane Chiefs (WHL)                      |
| 166 | Aaron Israel (P)       | Stati Uniti | Philadelphia Flyers              | Harvard Crimson (ECAC)                    |
| 167 | Mike Buzak (P)         | Canada      | St. Louis Blues                  | Michigan St. Spartans (CCHA)              |
| 168 | Sergej Petrenko (AS)   | Russia      | Buffalo Sabres                   | Dinamo Mosca (CSI)                        |
| 169 | Nikolaj Zavaruchin (C) | Russia      | New Jersey Devils                | Salavat Julaev (CSI)                      |
| 170 | Darren Van Impe (D)    | Canada      | New York Islanders               | Red Deer Rebels (WHL)                     |
| 171 | Martin Woods (D)       | Canada      | Winnipeg Jets                    | Victoriaville Tigres (QMJHL)              |
| 172 | Justin Martin (AD)     | Stati Uniti | Los Angeles Kings                | Essex Junction High School (USHS-Vermont) |
| 173 | Dan Hendrickson (C)    | Stati Uniti | Washington Capitals              | St. Paul Vulcans (USHL)                   |
| 174 | Andrew Brunette (AS)   | Canada      | Washington Capitals (da Calgary) | Owen Sound Attack (OHL)                   |
| 175 | Jeff Andrews (AS)      | Canada      | Toronto Maple Leafs              | North Bay Centennials (OHL)               |
| 176 | Evgenij Babariko (C)   | Russia      | Vancouver Canucks                | Torpedo N. Novg. (CSI)                    |
| 177 | David Ruhly (AS)       | Stati Uniti | Montreal Canadiens               | Culver Military Academy (USHS-Indiana)    |
| 178 | Jurij Juresko (D)      | Russia      | Detroit Red Wings                | CSKA Mosca (CSI)                          |
| 179 | David Ling (AD)        | Canada      | Quebec Nordiques                 | Kingston Frontenacs (OHL)                 |
| 180 | Tom White (AS)         | Stati Uniti | Chicago Blackhawks               | Westminster School (USHS-Connecticut)     |
| 181 | Ryan Golden (AS)       | Stati Uniti | Boston Bruins                    | Reading High School (USHS-Massachusetts)  |
| 182 | Sean Selmser (AS)      | Canada      | Pittsburgh Penguins              | Red Deer Rebels (WHL)                     |

### Ottavo giro
| #   | Giocatore              | Nazionalità | Squadra NHL             | Squadra di provenienza                  |
| --- | ---------------------- | ----------- | ----------------------- | --------------------------------------- |
| 183 | Jason Disher (D)       | Canada      | Ottawa Senators         | Kingston Frontenacs (OHL)               |
| 184 | Todd Holt (AD)         | Canada      | San Jose Sharks         | Swift Current Broncos (WHL)             |
| 185 | Ryan Nauss (AS)        | Canada      | Tampa Bay Lightning     | Peterborough Petes (OHL)                |
| 186 | Tom Askey (P)          | Stati Uniti | Mighty Ducks of Anaheim | Ohio State Buckeyes (CCHA)              |
| 187 | Briane Thompson (D)    | Canada      | Florida Panthers        | S.S. Marie Greyhounds (OHL)             |
| 188 | Manny Legace (P)       | Canada      | Hartford Whalers        | Niagara Falls Thunder (OHL)             |
| 189 | Martin Bakula (D)      | Rep. Ceca   | Edmonton Oilers         | Alaska A. Seawolves (WCHA)              |
| 190 | Ed Campbell (D)        | Stati Uniti | New York Rangers        | Omaha Lancers (USHL)                    |
| 191 | Rob Lurtsema (AS)      | Stati Uniti | Dallas Stars            | Burnsville High School (USHS-Minnesota) |
| 192 | Paul Healey (AD)       | Canada      | Philadelphia Flyers     | Prince Albert Raiders (WHL)             |
| 193 | Eric Boguniecki (C)    | Stati Uniti | St. Louis Blues         | Westminster School (USHS-Connecticut)   |
| 194 | Mike Barrie (C)        | Canada      | Buffalo Sabres          | Victoria Cougars (WHL)                  |
| 195 | Thomas Cullen (D)      | Canada      | New Jersey Devils       | Wexford Raiders (MetJHL)                |
| 196 | Rod Hinks (C)          | Canada      | New York Islanders      | Sudbury Wolves (OHL)                    |
| 197 | Adrian Murray (D)      | Canada      | Winnipeg Jets           | Newmarket Royals (OHL)                  |
| 198 | Travis Dillabough (AS) | Canada      | Los Angeles Kings       | Wexford Raiders (MetJHL)                |
| 199 | Joel Poirer (AS)       | Canada      | Washington Capitals     | Sudbury Wolves (OHL)                    |
| 200 | Derek Sylvester (AS)   | Stati Uniti | Calgary Flames          | Niagara Falls Thunder (OHL)             |
| 201 | David Brumby (P)       | Canada      | Toronto Maple Leafs     | Tri-City Americans (WHL)                |
| 202 | Sean Tallaire (AD)     | Canada      | Vancouver Canucks       | Lake Superior S. Lakers (CCHA)          |
| 203 | Alan Letang (D)        | Canada      | Montreal Canadiens      | Newmarket Royals (OHL)                  |
| 204 | Vítězslav Škuta (D)    | Rep. Ceca   | Detroit Red Wings       | Vítkovice Steel (Extraliga)             |
| 205 | Petr Franěk (P)        | Rep. Ceca   | Quebec Nordiques        | Litvínov (Extraliga)                    |
| 206 | Sergej Petrov (AD)     | Russia      | Chicago Blackhawks      | Cloquet High School (USHS-Minnesota)    |
| 207 | Hal Gill (D)           | Stati Uniti | Boston Bruins           | Providence Friars (ECAC)                |
| 208 | Larry McMorran (C)     | Canada      | Pittsburgh Penguins     | Seattle Thunderbirds (WHL)              |

### Nono giro
| #   | Giocatore              | Nazionalità | Squadra NHL                      | Squadra di provenienza                      |
| --- | ---------------------- | ----------- | -------------------------------- | ------------------------------------------- |
| 209 | Toby Kvalevog (P)      | Stati Uniti | Ottawa Senators                  | Bemidji High School (USHS-Minnesota)        |
| 210 | Jonas Forsberg (P)     | Svezia      | San Jose Sharks                  | Djurgården (Elitserien)                     |
| 211 | Alexandre LaPorte (D)  | Canada      | Tampa Bay Lightning              | Victoriaville Tigres (QMJHL)                |
| 212 | Vitali Kozel (D)       | Bielorussia | Mighty Ducks of Anaheim          | Khimik-SKA Novopolotsk (CSI)                |
| 213 | Chad Cabana (AS)       | Canada      | Florida Panthers                 | Tri-City Americans (WHL)                    |
| 214 | Dmitrij Gorenko (AS)   | Russia      | Hartford Whalers                 | CSKA Mosca (CSI)                            |
| 215 | Brad Norton (D)        | Stati Uniti | Edmonton Oilers                  | Cushing Academy (USHS-Massachusetts)        |
| 216 | Ken Shepard (P)        | Canada      | New York Rangers                 | Oshawa Generals (OHL)                       |
| 217 | Vladimir Potapov (AS)  | Bielorussia | Winnipeg Jets (da Dallas)        | Kristall Elektrostal (CSI)                  |
| 218 | Tripp Tracy (P)        | Stati Uniti | Philadelphia Flyers              | Harvard Crimson (ECAC)                      |
| 219 | Mike Grier (AD)        | Stati Uniti | St. Louis Blues                  | St. Sebastian's School (USHS-Massachusetts) |
| 220 | Barrie Moore (AS)      | Canada      | Buffalo Sabres                   | Sudbury Wolves (OHL)                        |
| 221 | Judd Lambert (P)       | Canada      | New Jersey Devils                | Chilliwack Chiefs (BCHL)                    |
| 222 | Daniel Glimmenvall (D) | Svezia      | New York Islanders               | Rögle (Elitserien)                          |
| 223 | Il'ja Stašenkov (D)    | Russia      | Winnipeg Jets                    | Kryl'ja Sovetov (CSI)                       |
| 224 | Martin Štrbák (D)      | Slovacchia  | Los Angeles Kings                | HC Prešov 07 (Extraliga)                    |
| 225 | Jason Gladney (D)      | Canada      | Washington Capitals              | Kitchener Rangers (OHL)                     |
| 226 | E. J. Bradley (C)      | Stati Uniti | Philadelphia Flyers (da Calgary) | Tabor Academy (USHS-Massachusetts)          |
| 227 | Pavol Demitra (C)      | Slovacchia  | Ottawa Senators (da Toronto)     | Dukla Trenčín (Extraliga)                   |
| 228 | Harijs Vītoliņš (C)    | Lettonia    | Winnipeg Jets (da Vancouver)     | HC Coira (LNA)                              |
| 229 | Alex Duschesne (AS)    | Canada      | Montreal Canadiens               | D.ville Voltigeurs (QMJHL)                  |
| 230 | Ryan Shanahan (AD)     | Stati Uniti | Detroit Red Wings                | Sudbury Wolves (OHL)                        |
| 231 | Vincent Auger (C)      | Canada      | Quebec Nordiques                 | Hawkesbury Hawks (CCHL)                     |
| 232 | Mike Rusk (D)          | Canada      | Chicago Blackhawks               | Guelph Storm (OHL)                          |
| 233 | Joel Prpic (C)         | Canada      | Boston Bruins                    | Waterloo Black Hawks (USHL)                 |
| 234 | Tim Harberts (C)       | Stati Uniti | Pittsburgh Penguins              | Wayzata High School (USHS-Minnesota)        |

### Decimo giro
| #   | Giocatore              | Nazionalità | Squadra NHL                | Squadra di provenienza                       |
| --- | ---------------------- | ----------- | -------------------------- | -------------------------------------------- |
| 235 | Rick Schuhwerk (D)     | Stati Uniti | Ottawa Senators            | Canterbury High School (USHS-Connecticut)    |
| 236 | Jeff Salajko (P)       | Canada      | San Jose Sharks            | Ottawa 67's (OHL)                            |
| 237 | Brett Duncan (D)       | Canada      | Tampa Bay Lightning        | Seattle Thunderbirds (WHL)                   |
| 238 | Anatolij Fedotov (D)   | Russia      | Mighty Ducks of Anaheim    | Kryl'ja Sovetov (CSI)                        |
| 239 | John Demarco (D)       | Stati Uniti | Florida Panthers           | Archbishop Williams HS (USHS-Massachusetts)  |
| 240 | Wes Swinson (D)        | Canada      | Hartford Whalers           | Kitchener Rangers (OHL)                      |
| 241 | Oleg Mal'cev (AS)      | Russia      | Edmonton Oilers            | Traktor Čeljabinsk (CSI)                     |
| 242 | Andrej Kudinov (C)     | Russia      | New York Rangers           | Traktor Čeljabinsk (CSI)                     |
| 243 | Jordan Willis (P)      | Stati Uniti | Dallas Stars               | London Knights (OHL)                         |
| 244 | Jeff Staples (D)       | Canada      | Philadelphia Flyers        | Brandon Wheat Kings (WHL)                    |
| 245 | Libor Procházka (D)    | Rep. Ceca   | St. Louis Blues            | Rytíři Kladno (Extraliga)                    |
| 246 | Chris Davis (P)        | Canada      | Buffalo Sabres             | Calgary Royals (AJHL)                        |
| 247 | Jimmy Provencher (AD)  | Canada      | New Jersey Devils          | St-Jean Lynx (QMJHL)                         |
| 248 | Stéphane Larocque (AD) | Canada      | New York Islanders         | Sherbrooke Faucons (QMJHL)                   |
| 249 | Bill Lang (C)          | Canada      | Dallas Stars (da Winnipeg) | North Bay Centennials (OHL)                  |
| 250 | Kimmo Timonen (D)      | Finlandia   | Los Angeles Kings          | KalPa (SM-liiga)                             |
| 251 | Marc Seliger (P)       | Germania    | Washington Capitals        | SB Rosenheim (Bundesliga)                    |
| 252 | German Titov (C)       | Russia      | Calgary Flames             | TPS (SM-liiga)                               |
| 253 | Kyle Ferguson (AD)     | Russia      | Toronto Maple Leafs        | Michigan Tech Huskies (WCHA)                 |
| 254 | Bert Robertsson (D)    | Svezia      | Vancouver Canucks          | Södertälje SK (Elitserien)                   |
| 255 | Brian Larochelle (P)   | Stati Uniti | Montreal Canadiens         | Phillips Exeter Academy (USHS-New Hampshire) |
| 256 | Jamie Kosecki (P)      | Stati Uniti | Detroit Red Wings          | Berkshire High School (USHS-Massachusetts)   |
| 257 | Mark Pivetz (D)        | Canada      | Quebec Nordiques           | Saskatoon Titans (SJHL)                      |
| 258 | Mike McGhan (AS)       | Stati Uniti | Chicago Blackhawks         | Prince Albert Raiders (WHL)                  |
| 259 | Joakim Persson (P)     | Svezia      | Boston Bruins              | Hammarby (Elitserien)                        |
| 260 | Leonid Toropčenko (C)  | Russia      | Pittsburgh Penguins        | CSKA Mosca (CSI)                             |

### Undicesimo giro
| #   | Giocatore                 | Nazionalità | Squadra NHL                              | Squadra di provenienza                             |
| --- | ------------------------- | ----------- | ---------------------------------------- | -------------------------------------------------- |
| 261 | Pavel Komarov (D)         | Russia      | New York Rangers (da Ottawa)             | Torpedo N. Novg. (CSI)                             |
| 262 | Jamie Matthews (C)        | Canada      | San Jose Sharks                          | Sudbury Wolves (OHL)                               |
| 263 | Mark Szoke (AS)           | Canada      | Tampa Bay Lightning                      | Lethbridge Hurricanes (WHL)                        |
| 264 | David Penney (C)          | Stati Uniti | Mighty Ducks of Anaheim                  | Wochester Academy (USHS-Massachusetts)             |
| 265 | Eric Montreuil (C)        | Canada      | Florida Panthers                         | Chic. Saguenéens (QMJHL)                           |
| 266 | Ihor Čybirov (C)          | Ucraina     | Hartford Whalers                         | Fort Wayne Komets (IHL)                            |
| 267 | Il'ja Bjakin (D)          | Russia      | Edmonton Oilers                          | EV Landshut (Bundesliga)                           |
| 268 | Maksim Smelnitskyj (AS)   | Russia      | New York Rangers                         | Traktor Čeljabinsk (CSI)                           |
| 269 | Cory Peterson (D)         | Stati Uniti | Dallas Stars                             | Bloomington Jefferson (USHS-Massachusetts)         |
| 270 | Ken Hemenway (D)          | Stati Uniti | Philadelphia Flyers                      | Alaska All-Stars (AAAAHA)                          |
| 271 | Oleksandr Vasilevskyj (D) | Russia      | St. Louis Blues                          | Victoria Cougars (WHL)                             |
| 272 | Scott Nichol (C)          | Canada      | Buffalo Sabres                           | Portland Winterhawks (WHL)                         |
| 273 | Mike Legg (AD)            | Canada      | New Jersey Devils                        | London Nationals (WOHL)                            |
| 274 | Carl Charland (AD)        | Canada      | New York Islanders                       | Hull Olympiques (QMJHL)                            |
| 275 | Christer Olsson (D)       | Svezia      | St. Louis Blues (da Winnipeg via Ottawa) | Brynäs (Elitserien)                                |
| 276 | Patrick Howald (AS)       | Svizzera    | Los Angeles Kings                        | Lugano (LNA)                                       |
| 277 | Dany Bousquet (C)         | Canada      | Washington Capitals                      | Penticton Vees (BCHL)                              |
| 278 | Burke Murphy (AD)         | Canada      | Calgary Flames                           | St. Lawrence Saints (ECAC)                         |
| 279 | Michail Lapin (D)         | Russia      | Toronto Maple Leafs                      | W. Michigan Broncos (CCHA)                         |
| 280 | Serhij Tkačenko (P)       | Ucraina     | Vancouver Canucks                        | Hamilton Canucks (AHL)                             |
| 281 | Russ Guzior (C)           | Stati Uniti | Montreal Canadiens                       | Culver Military Academy (USHS-Indiana)             |
| 282 | Gordy Hunt (AS)           | Stati Uniti | Detroit Red Wings                        | Compuware Ambassadors (NAHL)                       |
| 283 | John Hillman (C)          | Stati Uniti | Quebec Nordiques                         | St. Paul Vulcans (USHL)                            |
| 284 | Tom Noble (P)             | Stati Uniti | Chicago Blackhawks                       | Catholic Memorial High School (USHS-Massachusetts) |
| 285 | Russell Hewson (C)        | Canada      | Winnipeg Jets (da Boston via Chicago)    | Swift Current Broncos (WHL)                        |
| 286 | Hans Jonsson (D)          | Svezia      | Pittsburgh Penguins                      | MODO (Elitserien)                                  |

## Selezioni classificate per nazionalità
| Pos. | Paese        | Selezioni |
|      | Nord America | 193       |
| ---- | ------------ | --------- |
| 1    | Canada       | 136       |
| 2    | Stati Uniti  | 57        |
|      | Europa       | 93        |
| 3    | Russia       | 32        |
| 4    | Svezia       | 18        |
| 5    | Rep. Ceca    | 14        |
| 6    | Finlandia    | 8         |
| 7    | Ucraina      | 6         |
| 8    | Slovacchia   | 4         |
| 9    | Bielorussia  | 3         |
| 10   | Lettonia     | 2         |
| 10   | Polonia      | 2         |
| 12   | Germania     | 1         |
| 12   | Kazakistan   | 1         |
| 12   | Norvegia     | 1         |
| 12   | Svizzera     | 1         |